# Aphthona neoerythropoda
Aphthona neoerythropoda là một loài bọ cánh cứng trong họ Chrysomelidae. Loài này được Konstantinov & Lingafelter miêu tả khoa học năm 2002.